# Amphinotus
Amphinotus is een geslacht van rechtvleugeligen uit de familie doornsprinkhanen (Tetrigidae). De wetenschappelijke naam van dit geslacht is voor het eerst geldig gepubliceerd in 1904 door Hancock.

## Soorten
Het geslacht Amphinotus omvat de volgende soorten:
- Amphinotus abbreviatus Bolívar, 1887
- Amphinotus amamiensis Ichikawa, 1994
- Amphinotus exsertus Günther, 1938
- Amphinotus grandis Günther, 1938
- Amphinotus minutus Bolívar, 1898
- Amphinotus muscosus Henry, 1933
- Amphinotus nymphula Bolívar, 1912
- Amphinotus okinawaensis Uchida, 2001
- Amphinotus overbecki Günther, 1939
- Amphinotus pupulus Bolívar, 1912
- Amphinotus pygmaeus Hancock, 1915